# 利韦农
利韦农（法語：Livernon，法語發音：[livɛʁnɔ̃]）是法国洛特省的一个市镇，属于菲雅克区。

## 地理
利韦农（44°38'51"N, 1°50'33"E）面积25.86 平方千米，位于法国奧克西塔尼大區洛特省，该省份为法国西南部内陆省份，北起顺时针与科雷兹省、康塔爾省、阿韦龙省、塔恩-加龙省、洛特-加龍省和多尔多涅省接壤。
与利韦农接壤的市镇（或旧市镇、城区）包括：索纳克、阿西耶、科恩、迪尔邦、埃斯佩达亚克、格雷兹、雷尔维涅、圣西蒙。

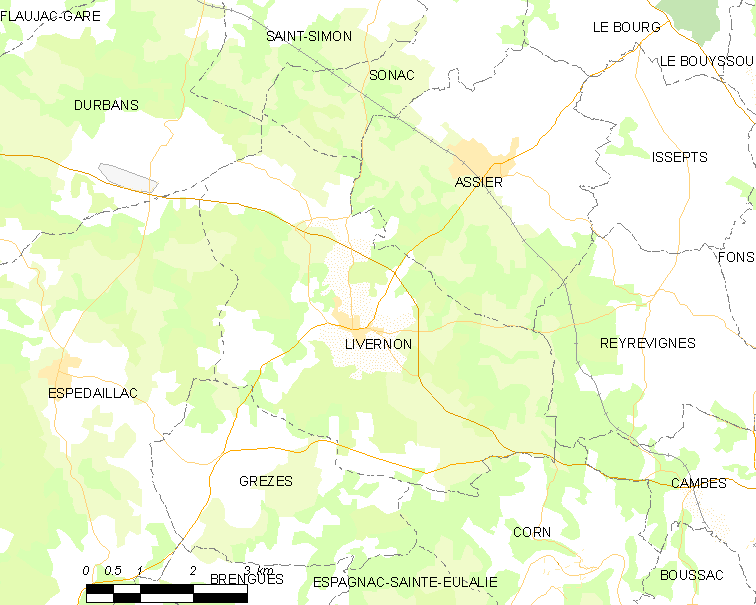
利韦农的OSM定位图

利韦农的时区为UTC+01:00、UTC+02:00（夏令时）。

## 行政
利韦农的邮政编码为46320，INSEE市镇编码为46176。

## 政治
利韦农所属的省级选区为拉卡佩勒马里瓦勒县。

## 人口

1962-2008年间利韦农人口变化图示

利韦农于2022年1月1日时的人口数量为720人。